# Lavalle (Catamarca-Santiago del Estero)
Pour les articles homonymes, voir Lavalle.
Lavalle est une localité argentine située dans la province de Catamarca et dans le département de Santa Rosa. À Catamarca, elle constitue une commune de la municipalité de Santa Rosa (ou Bañado de Ovanta).